# Jean Dautry
Pour les articles homonymes, voir Dautry.
Jean Dautry, né le 27 juillet 1910 à Désertines (Allier) et mort le 6 mars 1968 à Paris (14e), est un historien français spécialiste du mouvement ouvrier au XIXe siècle.

## Biographie
Petit-fils d'un instituteur du côté paternel et d'un boulanger du côté maternel, tous deux enracinés dans la terre bourbonnaise, fils d'un commis des services ambulants des PTT, syndicaliste révolutionnaire, qui avait été révoqué lors des grèves de 1909, Jean Dautry passe son enfance à Paris. Titulaire du baccalauréat il s'inscrit à la Sorbonne et entreprend des études d'histoire. Il obtient un diplôme d'études supérieures sous la houlette de l'historien Albert Mathiez, mais échoue deux fois à l'agrégation d'histoire et géographie (1932, 1933).
Il renonce momentanément à poursuivre ses études, accaparé par le militantisme. En effet, il appartient à la mouvance de l'extrême-gauche et de l'anarchisme. De 1931 à 1933, il  participe avec André Prudhommeaux à la publication des revues Spartacus, puis Correspondance internationale ouvrière. En 1935, il fait partie du groupe Contre-attaque, dirigé par l'écrivain Georges Bataille, et il entre ensuite également dans la société secrète Acéphale, fondée par Bataille en 1937. En 1936, il part à Barcelone, où exclu des combats en raison d'une faible santé, il est chargé des émissions françaises de Radio CNT-FAI ECN1. Rentré en France à la fin de l'année, nommé professeur au lycée de Bourges, il reprend ses études et est reçu à l'agrégation en 1939. Mobilisé, il fait la campagne de Norvège, puis gagne l'Écosse. Rapatrié en France, il est nommé au lycée d'Oran, où il fait connaissance avec Albert Camus. C'est là qu'en 1941 il adhère au Parti communiste français. Muté à Orléans tout d'abord, il est nommé en 1943 au Lycée Buffon à Paris. Il participe activement à la Résistance et à la Libération.
Après la Libération, il enseigne dans différents lycées de Paris et de banlieue. Il est détaché au CNRS de 1950 à 1953. En 1960, il est nommé au Centre d'enseignement par correspondance de Vanves. Spécialisé dans l'étude du mouvement ouvrier, son nom est attaché à l'histoire de la Révolution de 1848 et, avec ses collègues Jean Bruhat et Émile Tersen, à un ouvrage de synthèse sur la Commune de Paris publié aux Éditions sociales en 1960.
Jean Dautry apporte également une aide importante à l'historien Jean Maitron dans le cadre du Dictionnaire biographique du mouvement ouvrier français, prenant une part très active dans la rédaction et la mise au point des trois premiers volumes de ce dictionnaire, concernant la période 1789-1864.
Père de trois enfants, ses héritiers ont fait don de sa bibliothèque, en 2007, à l'Université de Bourgogne.

## Publications
- Histoire de la Révolution de 1848 en France, Paris: Éditions Hier et Aujourd'hui, 1948, 374 p.
- Saint-Simon. Textes choisis, Paris: Éditions sociales, 1951 (série Les Classiques du peuple)
- Guide romain antique, Paris, Hachette, 1952, prix Auguste-Furtado de l’Académie française en 1953
- 1848 et la Deuxième République, Paris: Éditions sociales, 1957
- Le Comité Central républicain des vingt arrondissements de Paris (en collaboration avec Lucien Scheler), Paris: Éditions cociales, 1960
- La Commune de 1871 (en collaboration avec Jean Bruhat et Émile Tersen), Paris: Éditions sociales, 1960. (reéd. 1970)

## Notices
- Dictionnaire biographique, mouvement ouvrier, mouvement social, « Le Maitron » : notice biographique.